# アヴァロンコード
『世界を書き換える預言書RPG アヴァロンコード』（せかいをかきかえるよげんしょアールピージー Avalon Code）は、マーベラスエンターテイメントから2008年11月1日に発売された、マトリックス・ソフトウェアの開発によるニンテンドーDS用アクションロールプレイングゲームである。キャラクターデザイン及びアートワークはイラストレーターのHACCANが手掛けている。

## 物語
主人公（プレーヤーキャラクター）は、終わり行く世界という悪夢を見続けているが、自身が大いなる力によって選ばれたことを知る。
しかし主人公の使命は、世界を救うことではなく、預言の書と呼ばれる魔法の大冊に次の世界に残すべき価値あるものを書き留めていくことだった。

## ゲームシステム

### コード
本ゲームでは、人やモンスター、装備などを開いた預言書で叩く（スキャンする）ことでコードを読み取る。読み取った対象に付与されているコードを付け外しすることで、強化/弱化させたり、属性を変化させることができる。これを「コードの書き換え」と呼ぶ。
基本となるコードは、
- 属性6種（炎、森、氷、雷、光、闇）
- 材質5種（石、鉄、銅、銀、金）
- 動物6種（鳥、犬、猫、魚、蛇、虫）
- 概念8種（正義、望み、自由、知恵、名声、運命、富、病）

コードには正方形を単位とした幾何学的形状があり、1単位が1種（1×1）、2単位が1種（1×2）、3単位が2種（1×3、1×2+1の鉤型）、4単位が2種（2×2、1×3+1の鉤型）の7種類が存在する。

## 登場人物
主人公（ヒーロー／ヒロイン）には、それぞれ恋愛対象となる異性のキャラクターが用意されている。会話を交わし、プレゼントを贈るなどによって好感度を上げることによって恋愛関係が発展する。

### 主人公
ユミル
声：代永翼
プレイヤーを男の子にすると選択される主人公。優しく、普段からおっとりとしており、頼りない部分もあるが、一生懸命物事に取り組む性格。
ティア
声：能登麻美子
プレイヤーを女の子にすると選択される主人公。落ち着いていて、ちょっと天然な部分もあるが、自分の思いはハッキリと言う性格。

### ヒロイン
ファナ
声：中原麻衣
いつも苦労（身体が弱い）をして、無理して頑張っており、元気な主人公に憧れる女の子。好きなものは髪飾り、翼、パン、おかし、人形。嫌いなものは武器、鉢巻、肉。
ドロテア王女
声：水樹奈々
幼少より可愛がって育てられた為、箱入り娘として育つ。少し精神年齢は低く、気に入った物はなんでも欲しがる。いつも褒められて育っているので、気に入らない事を言われると、すぐに怒る。怒るととんでもない力を発揮する事があり、余計にまわりをはらはらさせる。始めは、主人公の事が気に入らないが、主人公の行動次第では違う顔を見せる事もあるのかもしれない。グリグリという名の猫を飼っていて、可愛がっている。好きなものは大剣、ハンマー、爆弾、帽子、甘いもの。嫌いなものはメガネ、にがいもの。
シルフィ
声：今井麻美
主人公の事をなんとも思っていないエルフの女の子。エルフの国で育った為、人間よりエルフ上位という考え方がしみついている。何もしゃべらなければ、まるでアンティークドールのような端正な顔をしているが、人間相手だと、まるで動物に話をしているような気分になる。唯一主人公に自分のペースを崩されるので、苦手にしている。好きなものは刀、ボウガン、髪飾り、メガネ、ベルト、香水、ハーブ。嫌いなものは爆弾、鉢巻、甘いもの、肉、人形。
ナナイ
声：井上麻里奈
姉御肌の女性で、本名はナナイーダ・シール。多少露出も高い服装で、ずっとここに住んでいた訳ではないので、町では、友達と呼べる者はいないようだ。魔女と呼ばれているが、最近はあまり本格的な術を行わず、小手先程度のまじないを生業としている。心を開ける存在があれば彼女の人生もまた変化が訪れるのかもしれない。好きなものは突剣、飛び道具、髪飾り、メガネ、翼、ビン。嫌いなものはハンマー、鉢巻、ベルト。
ラウカメイヤ
声：喜多村英梨
自然地域の、町へと続く街道近くの小屋に住んで猟を生業にしている。男のような格好をしているが、実は女性。他の物と出会わないように生きていたので、出会う度に毛を逆立てて威嚇するような素振りを見せる。走る場合は、４つ足になって走る。信じると絶対に裏切らない誇り高き部族。好きなものは突剣、兜、髪飾り、肉、ねこじゃらし。嫌いなものは盾、鉢巻、ケーキ、くすり、香水。

### ヒーロー
レクス
声：中村悠一
主人公の親友だと名乗る青年。ぶっきらぼうで、主人公がまじめにしていると、「そんなことをしても無駄だ！」と皮肉る。手先が器用で何かとくすねるのが得意。好きなものは突剣、飛び道具、胸当て、パン、人形。嫌いなものは大剣、ハンマー、髪飾り、翼。
デュラン
声：越田直樹
自分を世界を救う勇者を自称する。かなりドジで、自信に充ち溢れているが、本人に悪気はない。優しくて、ものすごくイイヤツだが、騙されやすい。人々の窮地を見ると果敢に飛び込むが、結果常にドジを踏んでしまう。好きなものは剣、盾、帽子、翼、甘いもの。嫌いなものは飛び道具、髪飾り、草。
ヒース将軍
声：川田紳司
ヴァイゼン帝国（敵側）の有能な将軍。世界で起こりつつある戦争に疑問を頂いているが、現時点では、職務を全うするのを第一と考えている。国や王子、部下の事を大事に思い、信頼も厚い。腕や足には歴戦を物語る筋肉と傷がついている。肉など豪快にかぶりつく。敵である彼の人生は、主人公と関わる事で大きく歯車が変わっていく事になる。好きなものは直刀、盾、帽子、兜、胸当て。嫌いなものは髪飾り、メガネ、翼、ケーキ、人形、草。
アンワール
声：野村勝人
孤児。砂漠に捨てられているのをキャラバンに拾われた。この地域では珍しく魔術が使えないため、剣技を極めた。全く主人公に興味がないが、預言書を知った時点で、それを奪おうかと葛藤にかられる。結局奪えず、世界を守った主人公を見て、まだまだ甘いと、再び剣の練習を始める。好きなものは大剣、飛び道具、髪飾り、クッキー、ケーキ、砂漠の花。嫌いなものは突剣、盾、帽子、兜、胸当て、にがいもの。
ヴァルド皇子
声：宮下道央
カレイラ王国に侵攻している、ヴァイゼン帝国の皇子。一時期、暗殺者によって抹殺されたと噂された事もあったが、現在の帝国の繁栄を見るからにデマであったようだ。以前は優しく、国を思う皇子だったというが、聞こえているのは非情な噂ばかり。王国と仲が良かった時にはドロテアが面会した事もあるらしい。好きなものは直刀、大剣、鉢巻、メガネ、ケーキ。嫌いなものは髪飾り、肉。

### 預言書の精霊
炎の精霊・レンポ
声：朴璐美
永遠に触れる手段（腕）を封印された精霊。直情型で熱しやすい部分がある。最初に仲間になる精霊。
森の精霊・ミエリ
声：榎本温子
永遠に移動すべき手段（脚）を封印された精霊。慈悲深く、少し天然な部分がある。天然の森の妖精。
氷の精霊・ネアキ
声：茅原実里
永遠に伝えるべき手段（声）を封印された精霊。冷静で物事を醒めて見るような部分がある。
雷の精霊・ウル
声：波多野和俊
永遠に視える手段（目）を封印された精霊。いつも冷静に物事を判断、分析する。オッドアイの敬語キャラ。

### カレイラ王国
タワシ
本名は不明。王国の城のどこかに住んでいると言われている。食料や飲み物など、自由に倉庫や食堂から調達して何不自由なく暮らしている。勝手に住み着いているが、何処か人の来ない秘密の場所があるらしく、城の人々には見つからない。昔押し入った盗賊がそのままいついたのでないかとも言われている。
ミーニャ
町の小さな女の子で素直。性格も純粋で霊感が強いためか、精霊が見えるようだ。好奇心旺盛で、人の家だろうと町にあるタルの中だろうとどんどん冒険をする。
カムイ
いつも咳をしていて病弱な小説家。よく調子が悪くなるが、ファナを見て共感を抱いている。主人公がファナと仲良くならない場合、ライバルに。花言葉に詳しく、主人公にいろいろな花言葉を教えてくれる。
オオリエメド・オーフ
キャラバンを統率する女頭領。呪い（まじない）を得意とするこの地域の代表的な族長。迫害された魔女達の願いをかなえたいと考えているらしいが何を考えているか解らない。謎めいた部分が多い。
ビス
本名はビスコンティー。物知りな老人で、いろいろな事を知っている。昔は様々な土地で商売をしており、元プレイボーイ。土地鑑や情勢には詳しい。女の子にモテるための様々な手法を知っており、プレゼントの重要性を主人公に説いてくれたり、ひとり芝居をして恋愛テクニックの指南をしてくれる。
ゲオルグ
シルフィのお父さんで町長。エリートであり、人間とは違うと思っているエルフではあるが、決して人間が嫌いな訳ではない。ただ、エルフの物腰や態度は、人間から見ると多少傲慢と感じられてしまう面もある。若い頃に人間に裏切られた事があるので、少し人間を信用し切っていない部分もあるようだ。
ヘレン（ファナのおばあちゃん）
ファナは両親をともに失っているため、主人公が男性だった場合は、この町で結婚して一緒に住んで欲しいと願っている。彼女の唯一の楽しみは編み物だが、主人公の行動によって、ファナを主人公が訪ねて来る事も楽しみの１つとなる。
ロマイオーニ
いつも色々な自慢をしているが、根性がない双子の兄。お金持ちで、武器などを扱う商店をやっている。戦争になろうが、何が起ころうがあまり気にせず妹と商売に明け暮れる。
フランチェスカ
いつも兄を自慢をしているが、やっぱり根性がない双子の妹。でも、兄を尊敬している。兄と一緒に、武器などを扱う店をやっている。「理想のタイプは兄」という危ない妹。
ゼノンバート
もともと心温かい王だったが、王国の権威が形骸化するのを憂い、聖なる王座を維持するために形式にこだわりはじめた。今では、かつての栄光に頼り劇場型の行動をとる。基本的に平和主義だが、来るべき戦いに備え非情になろうと考えている。

### ヴァイゼン帝国
ワーマン宰相
ヴァルド皇子に忠誠を誓う宰相。ヴァイゼン帝国にあやしげな力を持ち込み最強の軍隊を作り上げた人物と言われている。半身が原因不明の病におかされているようだが、本人は気にもとめていない。

### 奥義を伝承する者たち
ギム
父であるルドルドとは違い、人と積極的にコミュニケーションをとる少年。素直ではあるが、自分と父が他人（ヒューマン）と姿が違う事を少し気にしている。反抗期で、父親のことを恥ずかしく思っている。まだ小さいが、かなり器用でなんでも創る事が出来る。見本さえあれば、かんたんに同じ物を作れる。
ルドルド
王者の風格が漂う。”森の守護者”と呼ばれ、この地を守っているドワーフ。コミュニケーションが不得意で、話しかけてもいつも無視をする。ドワーフは年齢を重ねるごとに”名”を繰り返し連ね、齢を重ねるとルドルドルドとなる。ハンマーの使い手。
ハオチィ
意味不明なものを発明している変人。かなりの変人ではあるが、思い立ったら行動派。戦いなどがあると、調子に乗りたいだけなのかわからない。お風呂が嫌いで、体からは火薬の匂いがすごい。
グスタフ
デュランの父で元王国の親衛隊隊長。体中にキズがあり、只者ではない事が窺い知れる。剣の達人。本気で剣を覚えたい者にのみ、いつか教えたいと思っているが、現在はまだ教えるべき存在を見出してはいない。かつて敵として相対したヒース将軍に、敵味方を超えた情愛を感じている。ユミル（ティア）の腕を認め、力を試すために戦うことになる。２本の剣を使って奥義「旋風剣舞」を放ってくる。

### モンスター
モレク
ヴァイゼン帝国の偵察部隊に同行していた騎士の一人。ユミル（ティア）が預言書を手にしたのを発見し、それを奪おうとする。その正体は牛の頭を持った魔物で、巨大なオノを振り回す。特に、大きく力をためた後でオノを振り回す攻撃は、広範囲なので注意が必要。
オロバス
偵察部隊に同行していた騎士。ローアンの街の中に侵入し、預言書を探していた。その正体は馬の頭を持った魔物で、鋭いカマを振るう。また突進攻撃も強力。
フロッグマン
主にグラナトゥム森林など、湿った場所に生息している。大きなカエルのような魔物。腕は退化しており、頭に直接足が生えているように見える。ジャンプ力を活かし、獲物の周囲を跳ね回り、すきを突いて長い舌を伸ばして攻撃してくる。
ライオンナイト
魔物の中でも最強クラスの力を持つ獅子の頭の騎士。生息地は一切不明であるが、魔物の軍勢の中で見かけられ、指揮官のような役目をしている事があるという。手にした槍から繰り出される一撃は凄まじく、100人の兵士を一瞬のうちに蹴散らすことができるらしい。
シージドレイク
ドレイクは主に北方の生息する大型の魔物で、本来は大人しい性質であり、北方にあるヴァイゼン帝国では古くから人間に使役されてきた。これを軍事用に改良し、生きる攻城兵器としたのがシージドレイクである。背中にある4本のスパイクを発射して、離れた敵を攻撃できる。

## HP・MPの回復
HPの回復は、回復効果のある食品を使用するか、特定の場所に設置されたベッドで就寝することで行われる。その際にMPの回復は同時には行われない。MPの回復は、主にジャッジメントリンク（後述）によって行われる。

## ジャッジメントリンク
敵をAボタンで打ち上げた後に、連続して攻撃を当てて浮かせ続ける（お手玉する）ことをジャッジメントリンクと呼び、これによってHPがゼロになった敵は消滅時に主人公のHP、MP、ミスティックジュエル（情報の購入に使用する通貨のようなもの）を放出する。

## 装備・アイテム

### 武器
- 剣（剣、刀、突剣、大剣）
- ハンマー（槌、斧）
- 爆弾
- 飛び道具（飛刀、ボウガン、銃）
- 盾

### アクセサリー
- 頭（帽子、兜、髪飾り、鉢巻）
- 顔（眼鏡）
- 胴（胸当て、ベルト）
- 背中（翼）

### アイテム
- 食品（パン、クッキー、ケーキ、ビン、肉）
- 人形
- 草
- カギ（小さいカギ、大きなカギ、宝珠）

## 主題歌
「deep forest」
作詞 - 矢住夏菜 / 作曲 - ジョー・リノイエ / 歌 - 矢住夏菜